# Ronde van Vlaanderen 1922
De 6de editie van de Ronde van Vlaanderen werd verreden op 19 maart 1922 over een afstand van 253 km met start in Gent en aankomst in Gentbrugge. De gemiddelde uursnelheid van de winnaar was 28,360 km/h. Van de 92 vertrekkers bereikten er 30 de aankomst.

## Hellingen
- Tiegemberg
- Kwaremont

## Uitslag
| Rang | Renner            | Land      | Ploeg           | Tijd      |
| ---- | ----------------- | --------- | --------------- | --------- |
| 1    | Leon Devos        | België    | geen            | 8.55'20"  |
| 2    | Jean Brunier      | Frankrijk | J.B.Louvet-Soly | op 7'40"  |
| 3    | Francis Pélissier | Frankrijk | J.B.Louvet-Soly | op 27'43" |
| 4    | Henri Pélissier   | Frankrijk | J.B.Louvet-Soly |           |
| 5    | Hilaire Hellebaut | België    | geen            |           |
| 6    | Camille Leroy     | België    | geen            |           |
| 7    | Edward Maes       | België    | geen            |           |
| 8    | Laurent Seret     | België    | geen            |           |
| 9    | Victor Standaert  | België    | geen            |           |
| 10   | Edouard Thysman   | België    | geen            |           |

1913 · 
1914 · 
1915 · 
1916 · 
1917 · 
1918 · 
1919 · 
1920 · 
1921 · 
1922 · 
1923 · 
1924 · 
1925 · 
1926 · 
1927 · 
1928 · 
1929 · 
1930 · 
1931 · 
1932 · 
1933 · 
1934 · 
1935 · 
1936 · 
1937 · 
1938 · 
1939 · 
1940 · 
1941 · 
1942 · 
1943 · 
1944 · 
1945 · 
1946 · 
1947 · 
1948 · 
1949 · 
1950 · 
1951 · 
1952 · 
1953 · 
1954 · 
1955 · 
1956 · 
1957 · 
1958 · 
1959 · 
1960 · 
1961 · 
1962 · 
1963 · 
1964 · 
1965 · 
1966 · 
1967 · 
1968 · 
1969 · 
1970 · 
1971 · 
1972 · 
1973 · 
1974 · 
1975 · 
1976 · 
1977 · 
1978 · 
1979 · 
1980 · 
1981 · 
1982 · 
1983 · 
1984 · 
1985 · 
1986 · 
1987 · 
1988 · 
1989 · 
1990 · 
1991 · 
1992 · 
1993 · 
1994 · 
1995 · 
1996 · 
1997 · 
1998 · 
1999 · 
2000 · 
2001 · 
2002 · 
2003 · 
2004 · 
2005 · 
2006 · 
2007 · 
2008 · 
2009 · 
2010 · 
2011 · 
2012 · 
2013 · 
2014 · 
2015 · 
2016 · 
2017 · 
2018 · 
2019 · 
2020 · 
2021 · 
2022 · 
2023 · 
2024
Lijst van beklimmingen